# USS George Bancroft (SSBN-643)
Pour les autres navires du même nom, voir USS Bancroft.
Le sous-marin nucléaire lanceur d'engins USS George Bancroft de l'United States Navy est un bâtiment de la classe Benjamin Franklin, quatrième navire de la marine américaine à être nommé d'après George Bancroft, 17e secrétaire à la Marine des États-Unis entre 1845 et 1846, notable pour avoir fondé l'Académie navale d'Annapolis en 1845.

## Construction
La construction du George Bancroft fut accordée au chantier naval Electric Boat de Groton dans le Connecticut, le 1er novembre 1962. Sa quille fut posée le 24 août 1963 avant son lancement le 20 mars 1965 et sa mise en service le 22 janvier 1966 sous le commandement du capitaine Joseph Williams pour l'équipage bleu et du commander Walter M. Douglass pour l'équipage or (équivalent équipage rouge dans la Marine nationale française).

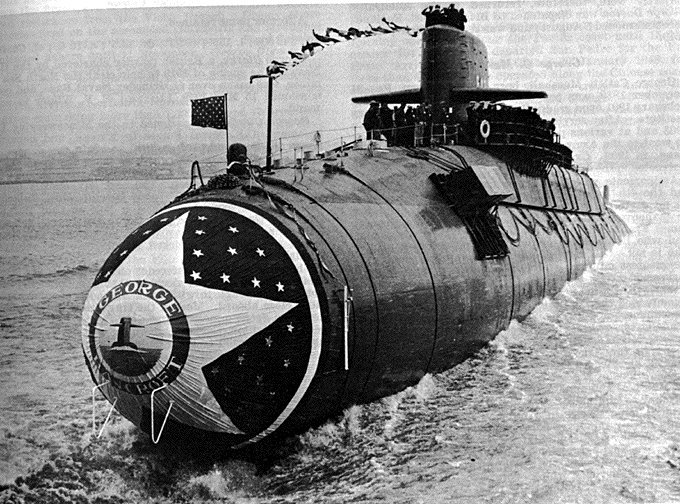
Lancement du George Bancroft à Groton le 20 mars 1965.

## Carrière
Le sous-marin fut assigné à l'escadron de sous-marins 14, flottille 6 avec pour port d'attache la base navale de New London, à Groton dans le Connecticut. Son premier déploiement a commencé le 26 juillet 1966. Sa troisième patrouille commença au début de 1967.

## Démantèlement
Le George Bancroft fut retiré du service le 21 septembre 1993 et rayé le même jour du Naval Vessel Register, le registre des navires de la marine américaine. Son démantèlement via le programme de recyclage des sous-marins nucléaires à Bremerton, dans l'État de Washington se termina le 30 mars 1998.
Le kiosque du George Bancroft fut cédé à la base navale de Kings Bay en Géorgie.

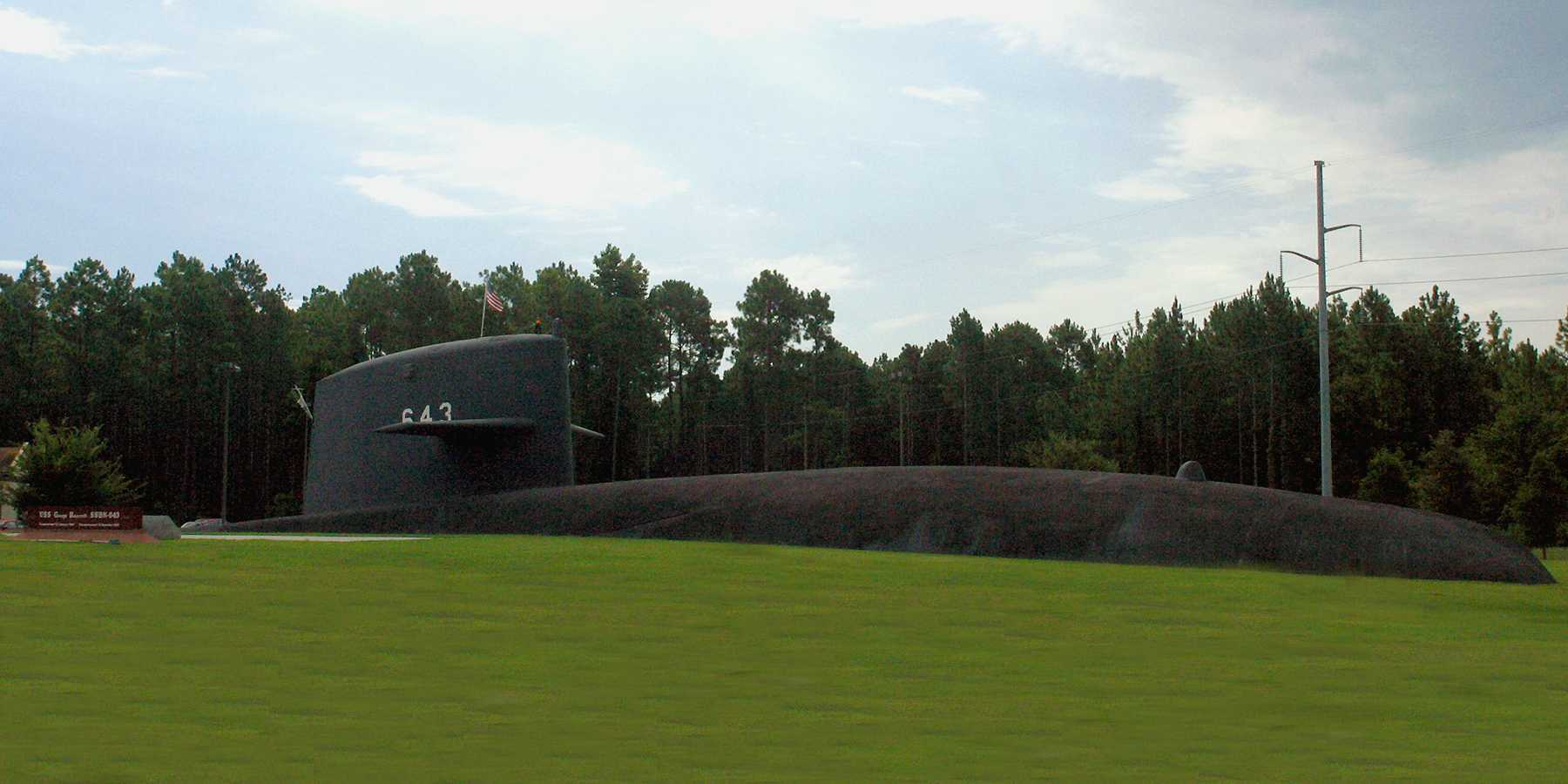
Le kiosque du SSBN-643 à la base de Kings Bay.